# Пианист
Пианистът е музикант-инструменталист, който владее инструмента пиано.
Професионалният пианист може да бъде: солист, акомпанятор, пианист в оркестър и т.н. Подготовката за квалифицирана работа на пианиста изисква много години специализирано обучение, много пианисти започват да учат инструмента в много ранна възраст, някои дори на 3-годишна възраст.
Множество композитори са били и пианисти, сред тях: Волфганг Амадеус Моцарт, Лудвиг ван Бетховен, Карл Мария фон Вебер, Фредерик Шопен, Роберт Шуман, Франц Лист, Феликс Менделсон Бартолди, Йоханес Брамс, Феручо Бузони, Антон Рубинщайн, Александър Скрябин, Сергей Рахманинов, Сергей Прокофиев, Дмитрий Шостакович.
Пианото като солиращ или поддържащ инструмент е застъпено в почти всички акустични музикални жанрове – класика, джаз, поп и др. В класическата музика професията на пианиста-изпълнител се обособява през XIX век. Ференц Лист е създателят на „клавирния рецитал“ – музикална програма, в която един пианист изпълнява солови пиеси.